# Jervaulx Abbey
Jervaulx Abbey i East Witton är en fornlämning av ett av Cisterciensordens stora kloster i Yorks stift, England. Klostret var ägnat till Sankta Maria, uppfört på 1150-talet och tillhörde Yorks stift.
Klosterruinen består av stående murar, jordvallar och begravningsplatser, med spår efter de viktigaste klosterbyggnaderna och merparten av det yttre klosterområdet. Fiskdammar och delar av bevattningssystemet finns bevarade. På området finns även spår av jordbruk från tiden innan klostret upprättades, platsen för en herrgård från 1500-talet och trädgårdar.
Jervaulx Abbey grundades vid Fors, 20 km väster från den nuvarande platsen, av munkar från Kongregationen i Savigny som blivit medlemmar i Cisterciensorden. Den ursprungliga platsen övergavs dock efter bara några år, då den befanns olämplig. Under andra halvan av 1200-talet hade klostret en omfattande ekonomisk verksamhet, med minst 16 underliggande gårdar och en mycket stor fårhjord. Klostret hade också rättigheter i järngruvor. Från 1307 höll klostret rättigheter till en marknadsdag i veckan.
I samband med Reformationen i England och upplöstes klostret år 1537, efter att den dåvarande abboten arresterats för sitt deltagande i Pilgrimage of Grace. Under Klosterupplösningen plundrades byggnaderna på allt av värde, och klostrets kyrka revs eller sprängdes.